# سيمون ديزهنيوف
سيميون إيفانوفيتش ديجنيف (بالروسية: Семён Ива́нович Дежнёв؛ وُلد حوالي 7 مارس 1605 وتوفي عام 1673 تقريبًا)، كان مستكشفًا روسيًا لمنطقة سيبيريا، وأول أوروبي يُبحر عبر مضيق بيرينغ، وذلك قبل فيتوس بيرينغ بثمانين عامًا. في عام 1648، أبحر من نهر كوليما على المحيط المتجمد الشمالي إلى نهر أنادير على المحيط الهادئ، ورغم أهمية هذا الإنجاز، فقد طواه النسيان لما يقرب من قرن من الزمن، حتى أن المضيق الذي اجتازه حمل لاحقًا اسم بيرينغ بدلاً من اسمه.

## السيرة الذاتية
كان ديجنيف من الروس البومور، وُلد عام 1605، ويُحتمل أن يكون مسقط رأسه مدينة فيليكي أوستيوغ أو قرية بينيغا. ووفقًا للأنثروبولوجية ليديا تي. بلاك، فقد جُنّد ديجنيف للخدمة في سيبيريا عام 1630، ربما كجندي في الخدمة أو كوكيل حكومي. خدم لمدة ثماني سنوات في مدينتي توبولسك وينيسيسك، ثم انتقل إلى ياكوتيا عام 1639، أو ربما قبل ذلك. ويُقال إنه كان ضمن فرقة قوزاقية تحت قيادة بيكيتوف، الذي يُنسب إليه تأسيس مدينة ياكوتسك (على نهر لينا) عام 1632. وفي جميع الأحوال، فقد أُرسل إلى ياكوتيا في موعد لا يتجاوز عام 1639، حيث تزوج من أسيرة من شعب الياكوت، وقضى السنوات الثلاث التالية في جمع الياساك (ضريبة الفراء) من السكان الأصليين.
في عام 1641، انتقل ديجنيف شمال شرقًا إلى رافد مكتشف حديثًا لنهر الإنديغيركا، حيث خدم تحت إمرة ميخائيل ستادوخين. لكنهم وجدوا القليل من الفراء وواجهوا عداءً من السكان المحليين، وسمعوا عن نهر غني يقع إلى الشرق، فقرر ديجنيف، وستادوخين وياريلو زيريان الإبحار عبر نهر الإنديغيركا، ثم شرقًا بمحاذاة الساحل حتى وصلوا إلى نهر كوليما، حيث بنوا حصنًا (أو ما يُعرف بـ"أوستروغ") في عام 1643. وكان هذا في ذلك الوقت أبعد نقطة حدودية شرقية بلغها الروس. وقد تبيّن لاحقًا أن منطقة كوليما كانت من أغنى المناطق في شرق سيبيريا. ففي عام 1647، دفع 396 رجلًا ضريبة الرأس هناك، كما حصل 404 رجال على تصاريح سفر من ياكوتسك إلى كوليما.
ومنذ حوالي عام 1642، بدأ الروس يسمعون عن "نهر بوغيتشا" الذي يقع إلى الشرق ويصب في المحيط المتجمد الشمالي، وكانت المنطقة المحيطة به معروفة بثرائها بفراء السمور، وعاج الفظ، وخامات الفضة. لكن محاولة للوصول إليه عام 1646 باءت بالفشل. وفي عام 1647، نظّم فيدوت أليكسييف، وهو وكيل لتاجر من موسكو، حملة استكشافية وضم إليها ديجنيف باعتباره موظفًا حكوميًا. وقد وصلت الحملة إلى البحر، لكنها لم تستطع الالتفاف حول شبه جزيرة تشوكشي بسبب كثافة الجليد الطافي، واضطرت إلى العودة.